# Сражение за Анкону
Сражение за Анкону (польск. Bitwa o Ankonę) — операция польского корпуса по взятию города Анкона во время итальянской кампании Второй мировой войны.

## Военно-стратегическая ситуация
Отступление немецко-фашистских войск в Италии началось в ночь на 6 июня на правом крыле фронта. В ходе быстрого отступления образовался разрыв между 10-й и 14-й немецкими армиями, который был ликвидирован лишь в середине июня. В результате продвижение союзных сил в Италии замедлилось. Завязались упорные бои, продолжавшиеся па некоторых участках в полосе 8-й английской армии до конца июня. 
7 июня 1944 года 3-я Карпатская стрелковая дивизия сменила в боевых порядках индийскую 4-ю пехотную дивизию и начала продвижение вдоль шоссе № 16. 18 июня была занята Пескара. Над рекой Ченти немцы организовали прочные оборонительные позиции. На левом фланге 3-й дивизии была введена в действие 5-я Кресовая пехотная дивизия. Поляки взяли Лорето, Реканати, Озимо, Кастельфидардо.
Перед англо-американскими войсками в Италии директивой Объединенного комитета начальников штабов от 2 июля была поставлена задача преодолеть Апеннины, выйти к реке По. Выполняя эту задачу, союзные войска медленно продвигались на север. Они вели главным образом фронтальное преследование противника, отступавшего по дорогам.  

## Ход сражения
Сильный отпор неприятель организовал на подступах к городу и порту Анконы. Генерал Владислав Андерс приказал 5-й дивизии провести наступление с целью овладения господствующими высотами в районе Патерниано-Монте делла Крочья-Монте Тарто.
Действующие на приморском участке 3-я дивизия и Карпатский уланский полк получили задания связать боем силы противника и проводить демонстрационные действия.
Утром 17 июля 1944 года началось наступление в направлении Анконы. 14-й Виленский стрелецкий батальон, поддержанный эскадроном танков, занял Патерниано. 13-й Виленский батальон окружил немецкие части на север от Сан-Стефано, а затем совместно с 15-м батальоном, занял Монте делла Крочья. Из района Оффаньи немцы провели контратаку. Она была отбита и поляки закрепились на занятых позициях. Это выдвинутое в глубь немецких позиций расположение было отличным плацдармом для дальнейшего наступления на город. Благодаря взятию на западном участке наступления возвышенностей Монте Тарто и Кроче-ди-Сан-Винченцо, польские части глубоко вклинились в немецкие порядки. Из-за начинающихся сумерек поляки прекратили наступление.
Ночью немцы провели бомбардировку приморского участка. Среди прочего, загорелась старинная базилика в Лорето, потушенная солдатами 3-й дивизии, получившими за это папские награды.
6-я Львовская бригада пехоты и 15-й Познанский уланский полк провели обходной манёвр и вышли в тыл Анконы. Взята Торрете-а-Маре, а пехота, поддержанная танками, вышла на реку Эзино под Кьяравалле.
18 июля, в полдень, части 3-й дивизии вступили в Анкону. Немецкая 278-я пехотная дивизия была разбита. Взятие важного порта Анконы облегчило силам союзников проведение дальнейших боевых действий в направлении Римини и на Готской линии.